# Margarita Kravcova
Margarita Kravcova (in kazako Маргарита Кравцова?; Almaty, 1980) è una modella kazaka.

## Biografia
Vincitrice del concorso Miss Kazakistan nel 2000, la Kravcova ottenne il diritto di rappresentare il Kazakistan a Miss Mondo il 30 novembre 2000 a Londra, dove oltre ad essere riuscita a classificarsi fra le prime cinque finaliste vinse il riconoscimento speciale di Best World Dress Designer. Margarita Kravcova ha inoltre rappresentato il proprio paese nella prima edizione di Miss Terra il 28 ottobre 2001 a Quezon City, nelle Filippine. Il concorso è stato vinto dalla danese Catharina Svensson, mentre la Kravstova ha ottenuto la terza posizione ed ha vinto il titolo di Miss Acqua e di Best in Swimsuit.